# Ataman А092
Ataman А092 — автобус середнього класу українського виробництва, що випускається на ПАТ «Черкаський автобус» з 2003 року (у 2003–2012 роках до рестайлінгу називався Богдан А092). Автобус має конструкцію кузова, побудовану на шасі та головних агрегатах японських автобусів Isuzu.
Після виходу підприємства зі складу корпорації «Богдан» у 2011 році та рестайлінгу у 2012 році всі моделі автобусів, що випускаються, змінили свою назву з Богдан на Ataman.
Поступово в виробничій лінійці підприємства вказана модель замінюється більш сучасною Ataman А092H6.

## Модифікації

### Відмінності від Богдан А092
У конструкцію автобуса внесено понад 25 змін, що стосуються експлуатаційних характеристик, а також інтер'єру та екстер'єру. Відбулись зміни і у технології виготовлення, замінені комплектувальні та матеріали на більш сучасні та якісні.
- обшивка боковин виконується суцільним листом із оцинкованої сталі;
- змінений дизайн переднього бамперу, панелей фар, задніх маски, скла та бампера, кришки багажника;
- змінений повітрозабірник на повітряний фільтр;
- змінена конструкція правого та лівого зовнішніх дзеркал;
- встановлена алюмінієва накладка на нижню частину пройми дверцят водія;
- акумуляторні батареї та ЗІП перенесені у відсіки лівого борту;
- відсік запасного колеса закритий і з новою технологією кріплення;
- у другому правому вікні встановлена кватирка;
- збільшений об'єм вантажних відсіків до 1,95 м³;
- збільшений кут відкривання кришок вантажних відсіків;
- встановлено головні фари, протитуманні фари та вказівники поворотів фірми «Hella»;
- встановлено світлодіодні задні ліхтарі;
- встановлено світлодіодні салонні світильники;
- змінена конструкція аварійно-вентиляційного люку;
- встановлена обшивка стелі з формованих скло-пластикових панелей;
- встановлена скляна перегородка водія;
- змінена конструкція кришки відсіку двигуна;
- сидіння водія встановлено з механізмом підресорування;
- покращено шумоізоляцію та корозійну стійкість салону згідно з європейськими вимогами;
- збільшена плавність ходу[1][2].

### Модельний ряд А092
- Ataman А09201 — міський автобус, додатковий опис: відсутність ABS, ємність паливного бака 100 л, двигун відповідає екологічним стандартам EURO-0, робочий об'єм двигуна 4,57 л;
- Ataman А09202 — міський автобус, відмінності: наявність ABS, ємність паливного бака 100 л, дизельний двигун Isuzu 4HG1-Т з турбонаддувом, відповідає екологічним стандартам EURO-2, робочий об'єм двигуна 4,57 л;
- Ataman А09204 — міський автобус, відмінності: наявність ABS, ємність паливного бака 120 л, дизельний двигун Isuzu 4HK1-XS з турбонаддувом, відповідає екологічним стандартам EURO-3, робочий об'єм двигуна 5,193 л, потужність 129 кВт, або 174 кінських сили, максимальна швидкість 105 км/год, витрати палива на 100 км — 13 л, механічна 6-ступенева КПП Isuzu MZZ6U;
- Ataman А092G6 — міський низькопідлоговий автобус, що працює на метані.
- Ataman А092H6  — міський низькопідлоговий автобус з передньою частиною в стилі Ataman А096 і двигуном Isuzu 4НK1-E5NC 5,193 л потужністю 154 к.с. (Євро-5), всього 49-52 місця.[3]

## Використання
Модельний ряд автобуса Ataman А092 широко використовується як у міських та міжміських перевезеннях України.